# Hyalogryllacris tumidula
Hyalogryllacris tumidula är en insektsart som först beskrevs av Heinrich Hugo Karny 1928.  Hyalogryllacris tumidula ingår i släktet Hyalogryllacris och familjen Gryllacrididae. Inga underarter finns listade i Catalogue of Life.